# Perriers-en-Beauficel
 Perriers-en-Beauficel  es una población y comuna francesa, situada en la región de Baja Normandía, departamento de Mancha, en el distrito de Avranches y cantón de Sourdeval.

## Demografía
| 427 | 400 | 321 | 268 | 216 | 214 |
| Para los censos de 1962 a 1999 la población legal corresponde a la población sin duplicidades (Fuente: INSEE [Consultar]) |     |     |     |     |     |